# Gornja Šumetlica
Gornja Šumetlica is een plaats in de gemeente Pakrac in de Kroatische provincie Požega-Slavonië. De plaats telt 76 inwoners (2001).